# Henry Siedentopf
Henry Friedrich Wilhelm Siedentopf (* 22 de setembre de 1872 a Bremen; † 8 de maig de 1940 a Jena) va ser un físic alemany.
Siedentopf treballà de 1899 a 1938 per l'empresa de productes òptics Carl Zeiss de Jena. Des del 1907 en va ser el cap del departament de microscopia. Des de 1919 va ser també professor de microscopia a la Universitat de Jena. Junt amb Richard Zsigmondy va construir el 1902/03 l'ultramicroscopi basat en el principi del camo fosc.
També treballà en el desenvolupament de la fotomicrografia i la microcinematografia a càmera lenta i càmera ràpida. L'any 1908 junt amb l'òptic August Köhler (1866-1948), inventà el microscopi de fluorescència

## Obres
- Lexikon der Naturwissenschaftler. Berlin 2004.